# Nicrophorus distinctus
Nicrophorus distinctus là một loài bọ cánh cứng trong họ Silphidae được miêu tả bởi A.H. Grouvelle in 1885.